# Trofeo Eccellenza 2010-2011
Il  Trofeo Eccellenza 2010-11 fu la 1ª edizione del torneo sostitutivo della Coppa Italia di rugby a 15 e la 23ª edizione assoluta.
Organizzato dalla Federazione Italiana Rugby, si svolse dal 9 ottobre 2010 al 6 febbraio 2011 e vide la vittoria finale della Rugby Roma su Mogliano alla sua seconda affermazione nel torneo dopo la conquista della Coppa Italia 1997-98.
Alla competizione presero parte le sei squadre dell'Eccellenza che non parteciparono all'European Challenge Cup, divise in due gironi all'italiana da tre squadre ciascuno su base territoriale. Le prime classificate di ogni girone, affrontatesi in partite d'andata e ritorno, disputarono la finale in gara unica che, nell'occasione, si tenne allo stadio Enrico Chersoni di Prato.
Il GranDucato disputò i tre incontri casalinghi al campo Gino Maini di Colorno.

## Squadre partecipanti
| Girone A           | Girone B          |
| ------------------ | ----------------- |
| GranDucato (Parma) | L’Aquila          |
| Mogliano           | S.S. Lazio (Roma) |
| Veneziamestre      | Rugby Roma        |

## Fase a gironi

### Girone A
| 10-10-2010 | 1ª/4ª giornata           | 29-12-2010 |
| ---------- | ------------------------ | ---------- |
| 19-7       | Mogliano — Veneziamestre | 17-3       |
| Riposa     | GranDucato               |            |

| 16-10-2010 | 2ª/5ª giornata             | 15-1-2011 |
| ---------- | -------------------------- | --------- |
| 29-5       | Veneziamestre — GranDucato | 11-13     |
| Riposa     | Mogliano                   |           |

| 12-12-2010 | 3ª/6ª giornata        | 22-1-2011 |
| ---------- | --------------------- | --------- |
| 13-32      | GranDucato — Mogliano | 7-43      |
| Riposa     | Veneziamestre         |           |

#### Classifica
|  |    | Squadra       | G | V | N | P | PF  | PS  | P±  | B | Pt |
|  | -- | ------------- | - | - | - | - | --- | --- | --- | - | -- |
|  | 1. | Mogliano      | 4 | 4 | 0 | 0 | 111 | 30  | 81  | 2 | 18 |
|  | 2. | Veneziamestre | 4 | 1 | 0 | 3 | 50  | 54  | −4  | 2 | 6  |
|  | 3. | GranDucato    | 4 | 1 | 0 | 3 | 38  | 115 | −77 | 0 | 4  |

### Girone B
| 9-10-2010 | 1ª/4ª giornata   | 23-12-2010 |
| --------- | ---------------- | ---------- |
| 28-28     | L'Aquila — Lazio | 16-34      |
| Riposa    | Rugby Roma       |            |

| 16-10-2010 | 2ª/5ª giornata     | 15-1-2011 |
| ---------- | ------------------ | --------- |
| 10-21      | Lazio — Rugby Roma | 13-26     |
| Riposa     | L'Aquila           |           |

| 11-12-2010 | 3ª/6ª giornata        | 22-1-2011 |
| ---------- | --------------------- | --------- |
| 0-20       | Rugby Roma — L'Aquila | 23-9      |
| Riposa     | Lazio                 |           |

#### Classifica
|  |    | Squadra    | G | V | N | P | PF | PS | P±  | B | Pen | Pt |
|  | -- | ---------- | - | - | - | - | -- | -- | --- | - | --- | -- |
|  | 1. | Rugby Roma | 4 | 3 | 0 | 1 | 70 | 52 | 18  | 0 | 4   | 8  |
|  | 2. | S.S. Lazio | 4 | 1 | 1 | 2 | 85 | 91 | −6  | 1 | 0   | 7  |
|  | 3. | L’Aquila   | 4 | 1 | 1 | 2 | 73 | 85 | −12 | 1 | 0   | 7  |

## Finale
| Arbitro: | Carlo Damasco (Napoli) |

| |              | |
| | mt           | 8’ A. Damiani 35’ Bernardi 61’ L. Persico |
| | tr           | 8’, 35’, 61’ Myring |
| Fadalti 18’, 27’, 48’, 55’ | c.p.         | 31’, 40+3’, 51’, 80+5’ Myring |
| · 63’ V. Candiago · 63’ Sartoretto · 26’ E. Ceccato · Patrizio · Fadalti · Naude · 56’ Lucchese · Stanfill · E. Candiago · Burman · Maso · 68’ Minello (c) · 77’ Nieuwoudt · 77’ Sammons · 56’ Maggetto | Formazioni   | · Bernardi 80+1’ · Del Bubba 58’ · R. Pavan 79’ · Myring · Helu 73’ · L. Rodríguez · N. Leonardi (c) · Saccardo · L. Persico · A. Damiani 25’-34’ 80’ · Germán · Boscolo 76’ · Rawson 76’ · D’Apice 5’-6’ 23’-33’ 63’ · de Gregori 77’ |
| · 26’ G. Benvenuti · 56’ A. Ceccato · 56’ Lambré · 63’ Guarducci · 63’ Simion · 68’ Saviozzi · 77’ Ceneda · 77’ Pin                                                                                     | Sostituzioni | · Vigne-Donati 5’, 25’ 6’, 34’ 63’ · Scarnecchia 58’ · Duca 76’ · Pegoretti 76’ · Vannini 79’ · Pietrosanti 77’ · Gentili 80’ · Rebecchini 80’+1’                                                                                      |
| Umberto Casellato | Allenatori   | Danie de Villiers |